# Thomas Burberry
Thomas Burberry (ur. 27 sierpnia 1835, Surrey; zm. 4 kwietnia1926) – angielski sukiennik, handlowiec oraz wynalazca. Założyciel ekskluzywnego domu mody Burberry. Wynalazca gabardyny.

## Życiorys
Thomas Burberry urodził się w hrabstwie Surrey w południowej Anglii. Pobierał nauki w miejscowym sklepie sukienniczym. W 1856 roku, mając 21 lat założył własny biznes w Basingstoke — sklep odzieżowy dla lokalnej społeczności. Mieszkańcy zajmowali się głównie aktywnościami na zewnątrz, z tego też powodu Burberry dostrzegł potrzebę dostarczenia odpowiednich ubrań. W pierwszych latach działalności, jako swój cel postawił sobie projektowanie odzieży, która „ochroni ludzi przed brytyjską pogodą”.
Thomas Burberry poszerzył swoją działalność o wyszukanie specjalnego materiału do odzieży outdoorowej. Tak w 1880 roku wynalazł gabardynę - oddychający, wodoodporny materiał. Opatentowano ją w 1888 roku i tym samym wprowadzono do masowej produkcji ubrań. 
Sklep marki Burberry działał w Londynie od 1891 roku.
Jedną z osób, które wykorzystały wynalazek Burberry był norweski polarnik Fridtjof Nansen, podczas swojej wyprawy w 1893 roku na koło podbiegunowe. 
Thomas Burberry zmarł 4 kwietnia 1926 roku.